# Microgomphus nyassicus
Microgomphus nyassicus là một loài chuồn chuồn ngô thuộc họ Gomphidae. Nó được tìm thấy ở Cộng hòa Dân chủ Congo, Kenya, Tanzania, Zambia, và Zimbabwe. Môi trường sống tự nhiên của nó là các khu rừng đất thấp ẩm nhiệt đới hoặc cận nhiệt đới và sông.